# Bosquerola groga
La bosquerola groga o canari de manglar (Setophaga petechia), és un ocell del Nou Món. És l'espècie que té una distribució més àmplia dins el gènere Setophaga. Nia a tota Nord-amèrica i, durant l'hivern boreal, arriba fins a la part nord de Sud-amèrica.

## Descripció i sistemàtica
La bosquerola groga té 35 subespècies que han estat dividides en tres grups principals. Cadascun d'aquests grups es considera a vegades una espècie separada, especialment el grup aestiva, que es considera una espècie diferent de S. petechia:
- El grup aestiva cria a la part de clima temperat de tot Nord-amèrica i fins al centre i sud de Mèxic, en zones obertes amb vegetació arbustiva i sovint humides. És un ocell migratori que hiverna a Amèrica Central i Sud-amèrica. Rarament es troba a l'Europa occidental. Té una mida d'uns 11,5 cm de llarg i pesa uns 9 g. Els mascles són de color verdós en la part superior, grocs en la inferior, amb estries vermelloses al pit.

- El grup erithachorides està format per aus més grans, d'uns 12,5 cm i uns 11 g de pes. Resideix en manglars de les costes d'Amèrica Central i nord de Sud-amèrica. Els mascles es diferencien del grup aestiva perquè a l'estiu presenten una caputxa vermellosa, tret que serveix també per diferenciar les races del grup segons la mida i la tonalitat.

- El grup petechia resideix en manglars de les Índies occidentals. Els mascles es diferencien del grup aestiva perquè a l'estiu presenten una caputxa o només part del cap vermellós, tret que serveix també per diferenciar les races del grup segons la mida i la tonalitat.

El Congrés Ornitològic Internacional a la versió 12.1, considera que en realitat es tracta de dues espècies diferents:
- Setophaga aestiva (Gmelin, JF, 1789) - bosquerola groga septentrional. Que inclou el grup aestiva.
- Setophaga petechia (sensu stricto) - bosquerola groga meridional. Que inclou els grups petechia i erithachorides.

## Morfologia

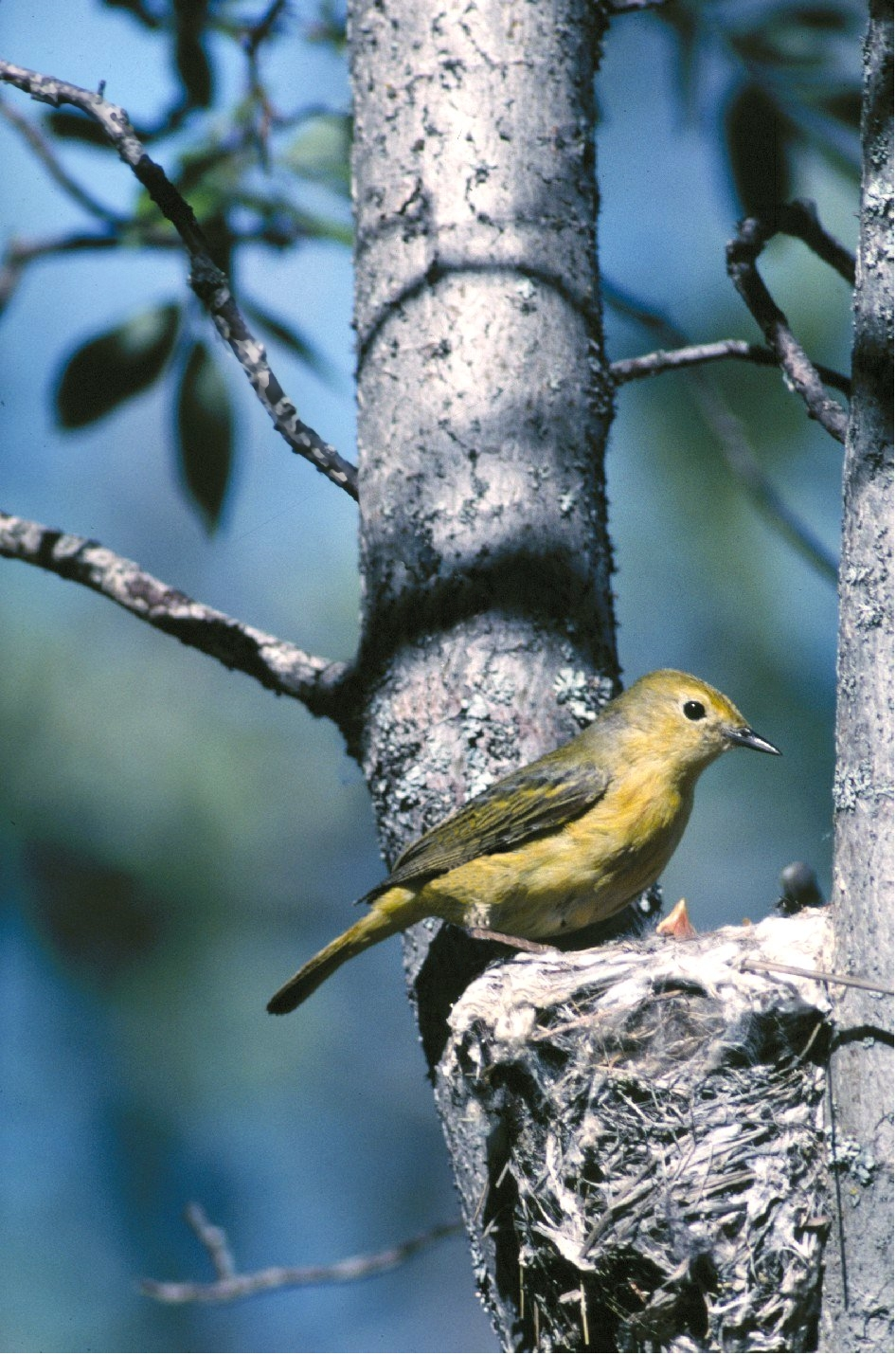
Femella de bosquerola groga (grup aestiva) atenent el niu a Yukon Flats National Wildlife Refuge
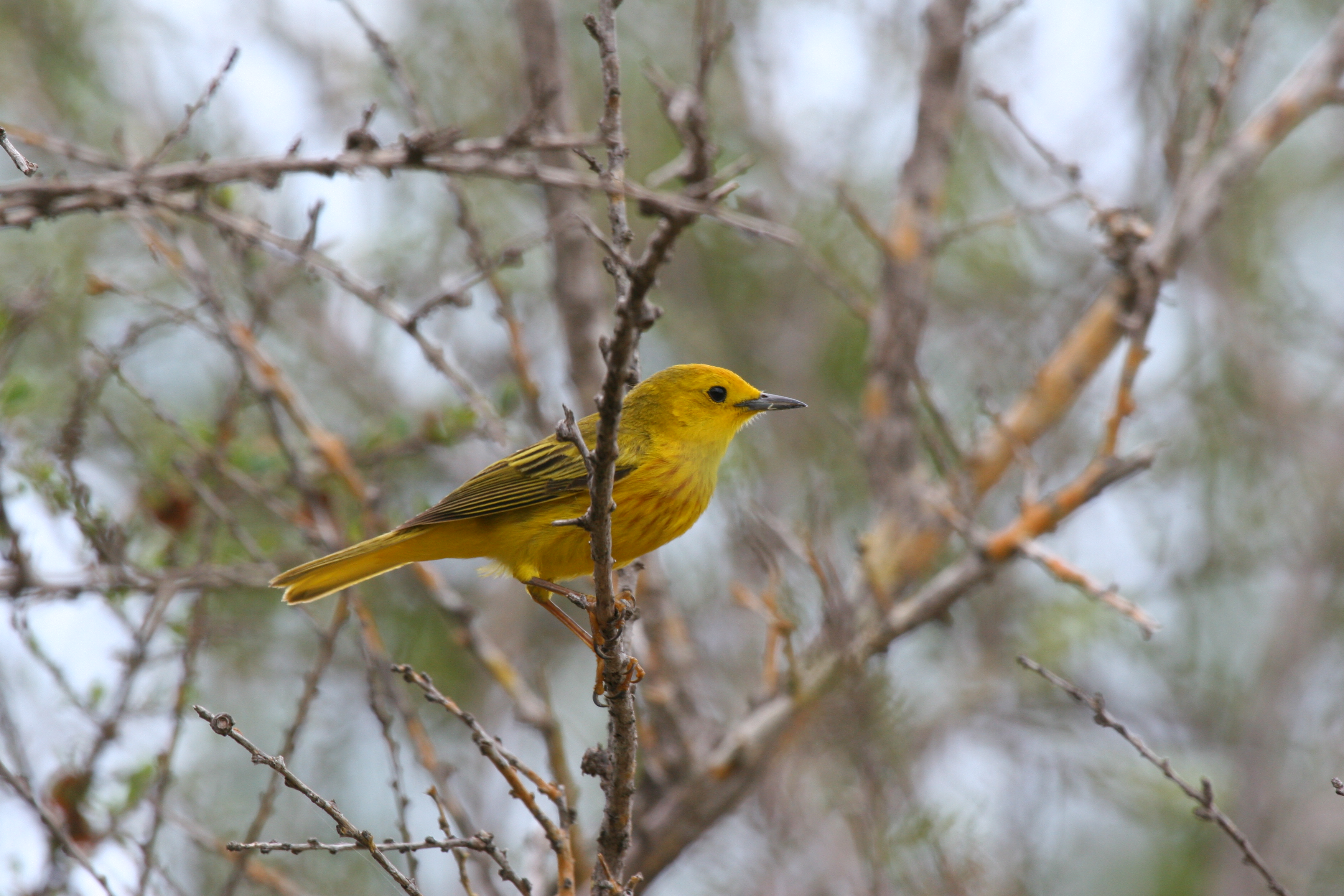
Jove o mascle d'hivern de bosquerola groga (grup petechia) a Jamaica
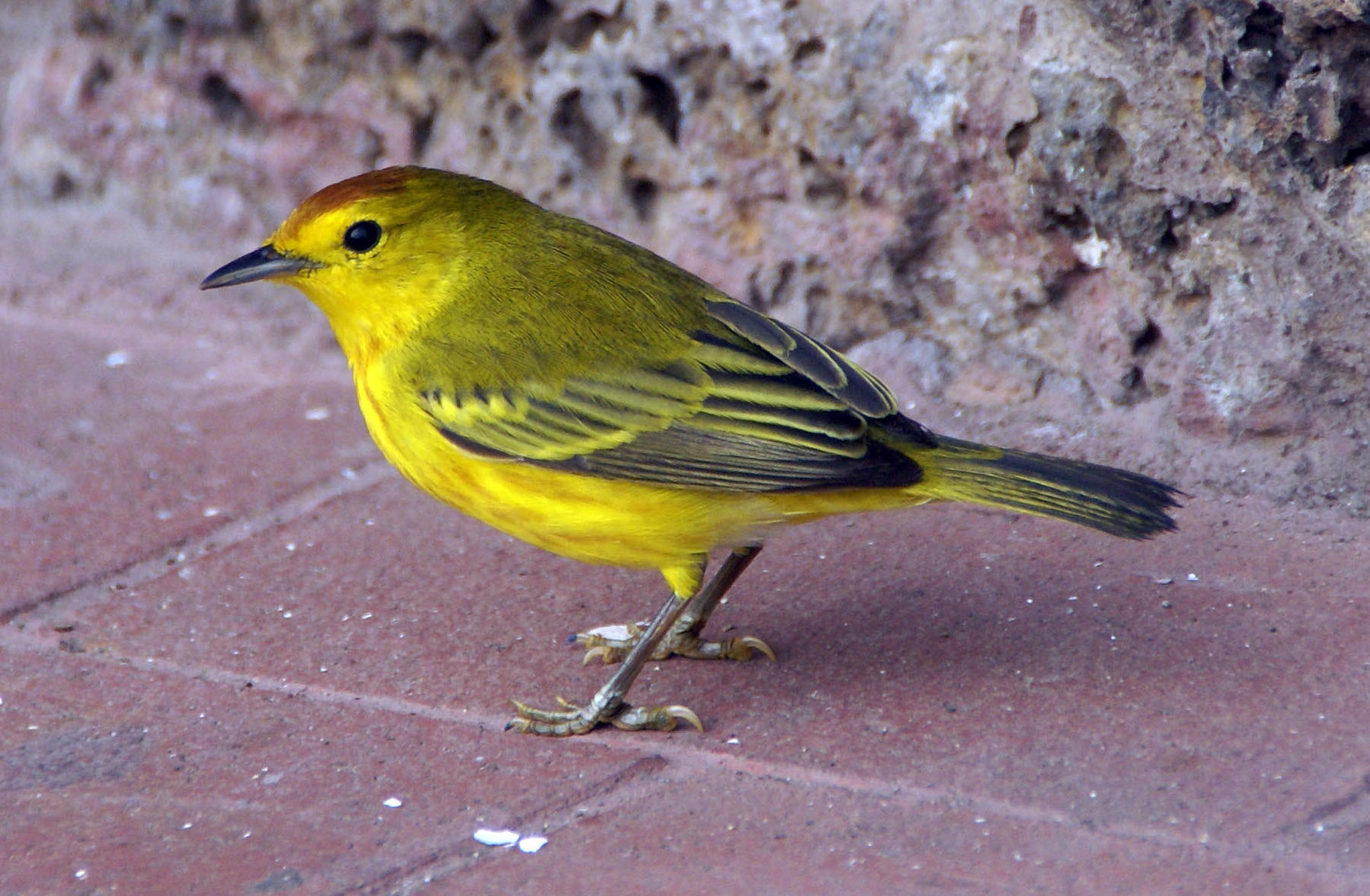
Mascle de bosquerola groga (grup erithachorides) a Puerto Ayora, Santa Cruz, Illes Galápagos
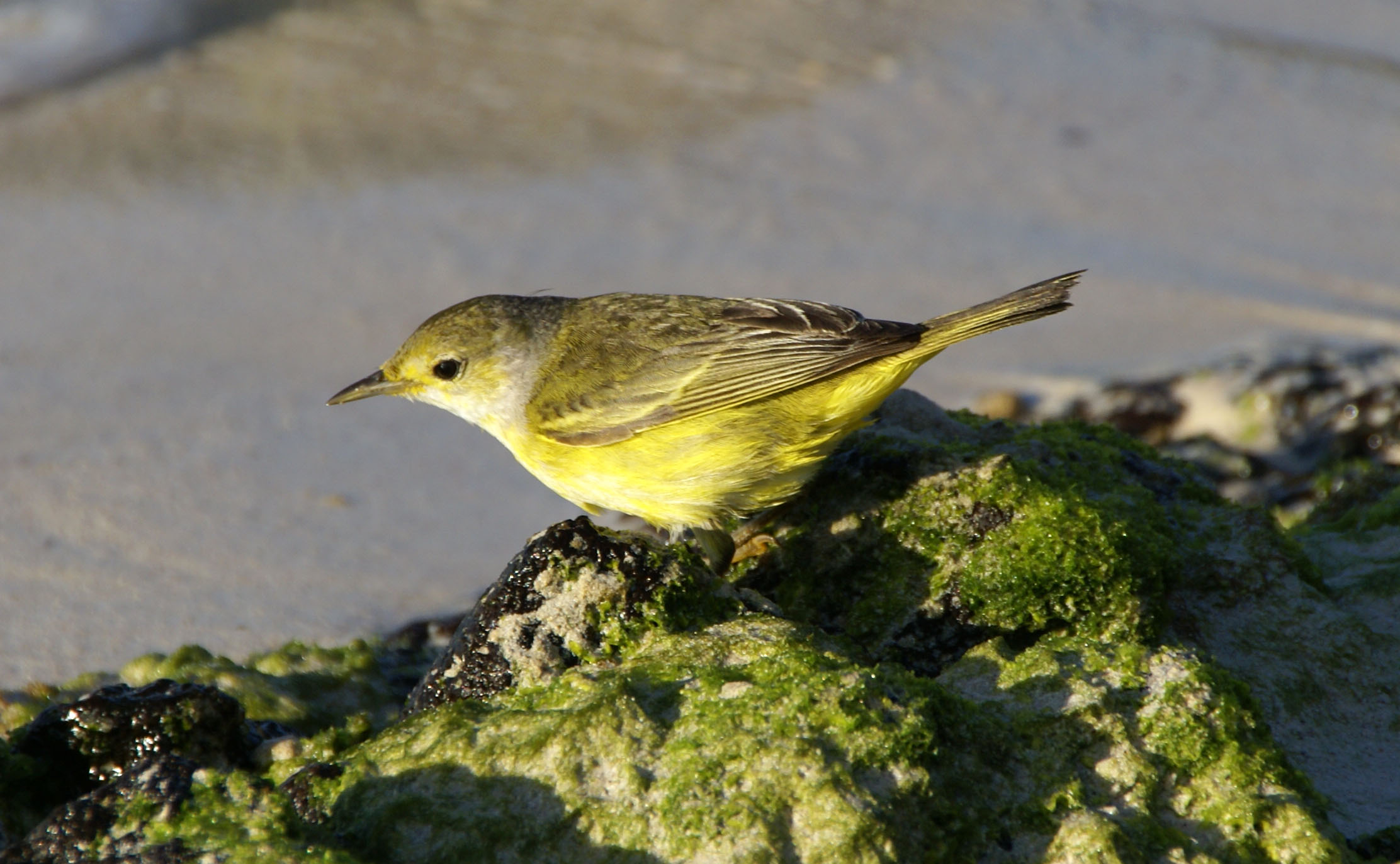
Femella de bosquerola groga (grup erithachorides) a Puerto Ayora, Santa Cruz, Illes Galápagos

| Cant de bosquerola groga (grup aestiva)                                   |
|                                                                           |
| Enregistrat a Prince Edward Point National Wildlife Area, Ontario, Canadà |
|                                                                           |

## Alimentació
Són ocells insectívors que ocasionalment s'alimenten de baies.

## Reproducció
La bosquerola groga cria una vegada l'any, rarament dues. L'aparellament té lloc entre els mesos de maig i juny i la femella pon entre 1 i 6 ous, que es desclouen després d'un període d'incubació d'entre 10 i 14 dies. Els pollets pesen una mitjana d'1,3 g en nàixer. Comencen a volar entre els 8 i els 12 dies i són independents als 22-26 dies d'haver nascut. Tant mascles com femelles assoleixen la maduresa reproductiva a l'any d'edat.